# Liparis chungthangensis
Liparis chungthangensis är en orkidéart som beskrevs av S.Z. Lucksom. Liparis chungthangensis ingår i släktet gulyxnen, och familjen orkidéer.
Artens utbredningsområde är Sikkim. Inga underarter finns listade i Catalogue of Life.